# بدور عبد الله
بدور عبد الله (24 سبتمبر 1977 -)، ممثلة سعودية. بدأت في الإذاعة، والتقت بالمخرج عبد الخالق الغانم الذي رشحها للمشاركة في طاش ما طاش 13 ليكون هذا المسلسل أولى تجاربها التمثيلية على الشاشة، شاركت بالعديد من الأعمال ايضًا على الشاشات الكويتية.

## أعمالها

### من المسلسلات
- طاش 13.
- بين الهدب دمعة.
- الخراز.
- الفطين.
- مسك وعنبر.
- البيت المائل.
- عيون الحب.
- أيام تحفة.
- الورثة.
- الرهينة.
- العضيد
- للحب زمن آخر.
- أنت عمري.
- سعد وخواته.
- سواها البخت.

### من المسرحيات
- الحاسة السادسة.
- الإنس والجن.
- ليلة رعب.

### الإنتاج
- مسلسل أيام تحفة.

### تقديم البرامج
قامت بعام 2013 بتقديم برنامج حمل اسم «أحلى الليالي» عرض على قناة فنون، وشاركها بتقديمه نواف القطان وفوز الشطي.

## روابط خارجية
- بدور عبد الله على موقع قاعدة بيانات الأفلام العربية